# Бежунь
Бежунь (пол. Bieżuń)  —  город  в Польше, входит в Мазовецкое воеводство,  Журоминский повят.  Имеет статус городско-сельской гмины. Занимает площадь 12,07 км². Население — 1903 человека (на 2004 год).

## Связь
В городе пересекаются дороги:
- DW541 направление Серпц — Бежунь — Żuromin — Лидзбарк — Любава
- DW561 направление Дробин